# العلاقات البوروندية السنغافورية
العلاقات البوروندية السنغافورية هي العلاقات الثنائية التي تجمع بين بوروندي وسنغافورة.

## مقارنة بين البلدين
هذه مقارنة عامة ومرجعية للدولتين:
| وجه المقارنة                                              | بوروندي                                    | سنغافورة                                                             |
| --------------------------------------------------------- | ------------------------------------------ | -------------------------------------------------------------------- |
| المساحة (كم2)                                             | 27.83 ألف                                  | 719                                                                  |
| عدد السكان (نسمة)                                         | 10.86 مليون                                | 5.89 مليون                                                           |
| الكثافة السكانية (ن./كم²)                                 | 390.23                                     | 819.19 ألف                                                           |
| العاصمة                                                   | بوجومبورا، جيتيغا                          | سنغافورة                                                             |
| اللغة الرسمية                                             | اللغة الكيروندية، لغة فرنسية، لغة إنجليزية | لغة إنجليزية، اللغة الملايو، اللغة الصينية القياسية، اللغة التاميلية |
| العملة                                                    | فرنك بوروندي                               | دولار سنغافوري                                                       |
| الناتج المحلي الإجمالي (بليون دولار)                      | 3.48 مليار                                 | 323.91 مليار                                                         |
| الناتج المحلي الإجمالي (تعادل القوة الشرائية) بليون دولار | 8.13 مليار                                 | 472.59 مليار                                                         |
| الناتج المحلي الإجمالي الاسمي للفرد دولار أمريكي          | 277                                        | 52.89 ألف                                                            |
| الناتج المحلي الإجمالي للفرد دولار أمريكي                 | 77                                         | 82.76 ألف                                                            |
| مؤشر التنمية البشرية                                      | 0.400                                      | 0.925                                                                |
| رمز المكالمات الدولي                                      | +257                                       | +65                                                                  |
| رمز الإنترنت                                              | .bi                                        | .sg                                                                  |
| المنطقة الزمنية                                           | ت ع م+02:00                                | ت ع م+08:00، توقيت سنغافورة المنسق ‏                                  |

## منظمات دولية مشتركة
يشترك البلدان في عضوية مجموعة من المنظمات الدولية، منها:
| علم المنظمة | اسم المنظمة                               | تاريخ انضمام بوروندي | تاريخ انضمام سنغافورة |
| ----------- | ----------------------------------------- | -------------------- | --------------------- |
|             | مؤسسة التنمية الدولية                     | 28 سبتمبر 1963       | 27 سبتمبر 2002        |
|             | يونسكو                                    | 16 نوفمبر 1962       | 8 أكتوبر 2007         |
|             | وكالة ضمان الاستثمار متعدد الأطراف        | 10 مارس 1998         | 24 فبراير 1998        |
|             | الأمم المتحدة                             | 18 سبتمبر 1962       | 21 سبتمبر 1965        |
|             | الاتحاد البريدي العالمي                   | ?                    | ?                     |
|             | البنك الدولي للإنشاء والتعمير             | 28 سبتمبر 1963       | 3 أغسطس 1966          |
|             | الاتحاد الدولي للاتصالات                  | 16 فبراير 1963       | 22 أكتوبر 1965        |
|             | منظمة حظر الأسلحة الكيميائية              | ?                    | ?                     |
|             | مؤسسة التمويل الدولية                     | 28 نوفمبر 1979       | 4 سبتمبر 1968         |
|             | المركز الدولي لتسوية المنازعات الاستشارية | 5 ديسمبر 1969        | 13 نوفمبر 1968        |
|             | منظمة التجارة العالمية                    | 23 يوليو 1995        | ?                     |
|             | منظمة الشرطة الجنائية الدولية             | ?                    | ?                     |

## وصلات خارجية
- موقع وزارة الخارجية السنغافورية